# زمین و شور
زمین و شور (پرتغالی: Terra e Paixão) یک تله‌نوولا برزیلی است که توسط والسیر کاراسکو ساخته شده‌ است. این مجموعه در ۸ مه ۲۰۲۳ تا ۱۹ ژانویه ۲۰۲۴ از شبکه رده گلوبو پخش شد. باربارا رئیس، کائوا ریموند، گلوریا پیرس، تونی راموس، پائولو لسا، آگاتا موریرا  و جانی ماسارو در آن به ایفای نقش می‌پردازند.

## بازیگران
- کائوا ریموند در نقش کایو میرلس لا سلوا
- باربارا رئیس در نقش آلین باروسو ماچادو
- جانی ماسارو در نقش دانیل لا سلوا
- پائولو لسا در نقش یوناتاس دوس سانتوس
- دبورا فالابلا  در نقش لوسیندا دو کارمو آموریم
- آگاتا موریرا در نقش گراسا بورگین ژونکرا
- تونی راموس در نقش آنتونیو لا سلوا
- گلوریا پیرس در نقش ایرنه پینیرو لا سلوا
- الیان جیاردینی در نقش آگاتا سانتینی لا سلوا
- راینر کادته در نقش لوئیجی سان مارکو[۳]
- دبورا اوزوریو در نقش پترا لا سلوا
- آنجلو آنتونیو در نقش رائول آندراده آموریم
- جاناتان آزوادو در نقش اودیلون تاوارس
- لئونا کاوالی در نقش گلدیس بورگین ژونکرا
- کلودیو گابریل در نقش تادئو ژونکرا
- تاتی لوپس در نقش برنیس اورلیانا (بره)
- الکساندرا ریکتر در نقش برنیس فریرا (نیس)
- مایکون رودریگس در نقش رودریگو[۴]
- کیزی واز در نقش نینا[۵]
- ماپو هونی کوی در نقش رائونی گواتو[۶]
- لورینلسون ولادیمیر در نقش الیاس مامبرتی[۷]
- ناتاشا استرانسکی در نقش سیلویا[۸]
- رافائلا کوکال در نقش یاندارا گواتو[۹]